# Bryopsocus townsendi
Bryopsocus townsendi är en insektsart som först beskrevs av Courtenay N. Smithers 1969.  Bryopsocus townsendi ingår i släktet Bryopsocus och familjen Bryopsocidae. Inga underarter finns listade i Catalogue of Life.